# وحدة دولية

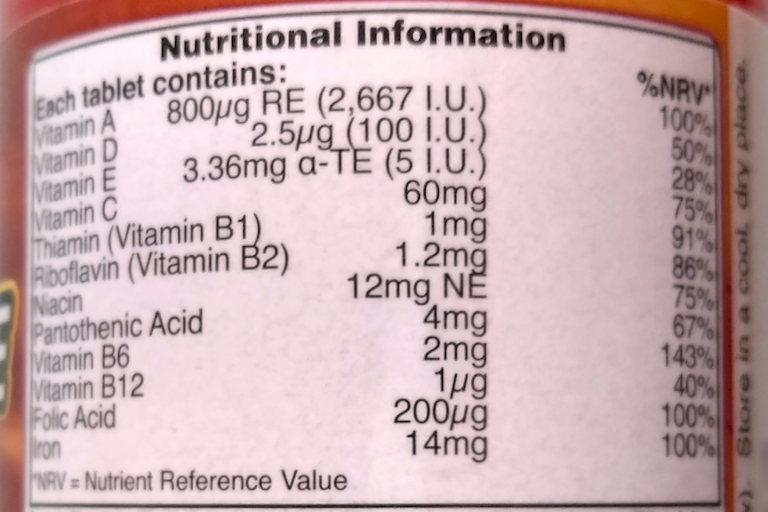

الوحدة الدولية (اختصاراً IU) وهي وحدة تستخدم في علم الأدوية لقياس لكمية من مادة، على أساس النشاط البيولوجي أو تأثيره. تستخدم هذه الوحدة لقياس العديد من المواد والمركبات في جسم الإنسان مثل الفيتامينات، الهرمونات، اللقاحات، العقاقير الطبية ونواتج الدم وغيرها من المواد المماثلة والنشطة بيولوجياً.
الهدف من الوحدة الدولية هو مقارنة العوامل البيولوجية الموجودة في العديد من الأشكال المختلفة أو المستحضرات (على سبيل المثال فيتامين(أ) في شكل ريتينول أو بيتا كاروتين) بحيث أن الأشكال المختلفة أو المستحضرات مع نفس التأثير البيولوجي تحتوي على نفس العدد من الوحدات الدولية. وقد وفر خبراء لجنة المقاييس البيولوجية لمنظمة الصحة العالمية مرجع لقياس المستحضرات للعامل، بحيث يحدد عدد الوحدات الدولية الموجودة في ذلك المستحضر بشكل دقيق قطعيا، ويحدد إجراء بيولوجي لمقارنة المستحضرات الأخرى من نفس العامل بمرجع المستحضر.
يختلف التعريف الدقيق للوحدة الدولية تبعاً لنوع المادة, ويتم اعتماده تعريف دولي لكل مادة، ولا يوجد أي تكافؤ بين مادتين مختلفتين فالوحدة الدولية لفيتامين(E) لا تعني بالضرورة احتوائها على نفس عدد الميليغرامات من الوحدة الدولية من الفيتامين(A).

## معادل الكتلة للوحدة الدولية الواحدة
تعادل كتلة لمادة معينة من الوحدات الدولية ما يلي:
- فيتامين A: وحدة دولية واحدة تعاد بيولوجيا 0.3 ميكروغرام ريتينول، أو 0.6 ميكروغرام بيتا كاروتين.[1][2]
- فيتامين C: وحدة دولية واحدة تعاد 50 ميكروغرام حمض الأسكوربيك.
- فيتامين D: وحدة دولية واحدة تعاد بيولوجيا 0.025 ميكروغرام كوليكالسيفيرول/إركوكالسيفـرول
- فيتامين E: وحدة دولية واحدة تعاد بيولوجيا حوالي 0.667 ملغم دي-ألفا-توكوفيرول (2/3 ملغم بالضبط)، أو من 1 ملغم أسيتات دي-ألفا-توكوفيرول.